# Cascera archboldiana
Cascera archboldiana är en fjärilsart som beskrevs av Sergius G. Kiriakoff 1967. Cascera archboldiana ingår i släktet Cascera och familjen tandspinnare. Inga underarter finns listade i Catalogue of Life.